# 이나오시마역
이나오시마역(일본어: 伊那大島駅)은 일본 나가노현 시모이나군 마쓰카와정에 위치한 도카이 여객철도 이다선의 철도역이다. 상대식 승강장 2면 2선의 구조를 갖춘 지상역이다.

## 타는 곳
| 승강장 | 노선     | 방향 | 행선지             |
| ------ | -------- | ---- | ------------------ |
| 1      | ■ 이다선 | 하행 | 다쓰노 방면        |
| 2      | ■ 이다선 | 상행 | 이다 · 덴류쿄 방면 |

## 역 주변
- 마쓰카와 정청
- 시모이나 적십자 병원

## 역사
- 1922년 7월 13일 : 이나 전기 철도가 가미카타기리 역으로부터 연신했던 때에 종착역으로서 개업.
- 1923년 1월 15일 : 이나 전기 철도가 야마부키 역까지 연신. 도중역으로 한다.
- 1943년 8월 1일 : 이나 전기 철도선이 이다선의 일부로서 국유화되어, 일본국유철도의 역이 된다.
- 1971년 12월 1일 : 화물의 취급을 폐지.
  - 가지 등, 주변에 생산되었던 과일의 발송이 있었다.
- 1985년 3월 14일 : 하물의 취급을 폐지.
- 1986년 11월 1일 : 야간 무인화.
- 1987년 4월 1일 : 일본국유철도 분할 민영화에 의해, 도카이 여객철도가 승계.
- 1994년 2월 : 역사 개축, 상점 영업 개시.
- 2008년 12월 10일 : 상점 폐쇄.
- 2013년 4월 1일 : 자치 단체에 의해 간이 위탁역으로 하다.

## 인접 역
| 도카이 여객철도 이다선 | 도카이 여객철도 이다선 | 도카이 여객철도 이다선     |
| ---------------------- | ---------------------- | -------------------------- |
| 이치다 이다 방면       | ■ 쾌속 '미스즈'        | 가미카타기리 마쓰모토 방면 |
| 야마부키 도요하시 방면 | ■ 보통                 | 가미카타기리 다쓰노 방면   |